# Kellee Santiago
Kellee Santiago é uma projetista e produtora de jogos eletrônicos, e co-fundadora e ex-presidente da Thatgamecompany. Santiago nasceu em Caracas, Venezuela, e foi criada em Richmond, Virgínia, onde desde criança se interessou em jogos eletrônicos, sendo encorajada por seu pai, um engenheiro de softwares, a seguir uma carreira na computação. Enquanto estudava na Escola Tisch das Artes da Universidade de Nova Iorque, ela se envolveu em teatro experimental, procurando então um mestrado no Programa de Mídias Interativas na Escola de Artes Cinematográficas da Universidade do Sul da Califórnia. Entretanto, ela acabou se envolvendo em projeto de jogos eletrônicos, produzindo Cloud, desenvolvido por Jenova Chen junto com um grupo de estudantes. O sucesso do jogo fez Santiago e Chen fundarem a Thatgamecompany depois se formarem, com ela assumindo o cargo de presidente da companhia.
Santiago produziu os dois primeiros títulos da desenvolvedora, Flow e Flower, concentrando-se mais em seu papel de presidente durante o desenvolvimento do terceiro jogo da companhia, Journey. Além de seu trabalho na Thatgamecompany, Santiago é uma das apoiadoras do Indie Fund, um grupo que investe no desenvolvimento de jogos eletrônicos independentes, e um membro da TED. Ela se casou com Mike Stein, seu colega da Universidade do Sul da Califórnia, em 2010.

## Biografia
Santiago nasceu em Caracas, Venezuela, porém foi criada em Richmond, Virgínia. Ela começou a jogar jogos eletrônicos bem cedo em sua vida, cooperativamente jogando junto com seu irmão mais novo; um de seus primeiros jogos foi Sleuth, que ela descreveu como "simples, mas muito eficaz" em infundir o jogador com emoções. Seu pai, um engenheiro de softwares, tinha um computador em casa, e encorajou Santiago a usá-lo. Ela se mudou para Nova Iorque aos 18 anos de idade para estudar na Escola Tisch das Artes na Universidade de Nova Iorque, onde se envolveu em teatro amador. No teatro, ela procurou desenvolver novos trabalhos, ao invés de adaptar os já existentes, e se interessou em incorporar a mídia digital interativa nas peças. Ela atribuiu esse desejo ao trabalho de seu pai e seus experimentos com o computador, o que a fez usá-lo nas apresentações já que era a pessoa com mais experiência no grupo.
Ela se mudou para Los Angeles, Califórnia, em 2003 quando tinha 24 anos, estudando para conseguir um mestrado no Programa de Mídias Interativas na Escola de Artes Cinematográficas da Universidade do Sul da Califórnia (USC). Ela tinha a intenção de permanecer no teatro, porém em seu segundo semestre Santiago teve aulas com Tracy Fullerton sobre a história dos projetos de jogos eletrônicos, que a inspirou a mudar o foco de seus estudos. As aulas lhe fizeram perceber "quanto ainda não havia sido feito" na comunicação e expressão dos jogos eletrônicos e como não havia regras e estruturas estabelecidas sobre o melhor modo de fazer jogos, que apelou a parte dela que era interessada em teatro experimental. Enquanto estudava ela produziu o jogo Cloud, desenvolvido por Jenova Chen e um grupo de estudantes, também trabalhando em outros títulos como Darfur is Dying.
O grupo queria que Cloud fosse um experimento para descobrir se conseguiriam criar um jogo que poderia "expressar algo diferente do que a maioria dos jogos havia expressado no passado", e para determinar o nível de interesse do público em jogos dessa natureza. Cloud recebeu mais de quatrocentos mil downloads nos primeiros quatro meses após seu lançamento em 2005, "mais do que cada pessoa em cada teatro que [ela] já trabalhou", o que convenceu Santiago a permanecer na indústria dos jogos eletrônicos permanentemente. A grande resposta positiva que o jogo teve inspirou ela e Chen a considerar a fundação de sua própria companhia para continuarem a fazer jogos semelhantes depois de se formarem – onde o projeto era baseado nas emoções que eles queriam provocar no jogador ao invés de mecânicas de jogabilidade.

### Thatgamecompany
Depois de se formarem, Santiago e Chen fundaram a Thatgamecompany em maio de 2006, com um contrato com a Sony Computer Entertainment para desenvolver três jogos exclusivos para a PlayStation Network. Além de atuar como presidente, ela incicialmente também produziu os títulos da companhia e se envolveu no projeto dos jogos. O primeiro deles foi Flow, uma adaptação do jogo que Chen havia feito  para sua tese na USC, lançado em 2007. O jogo fez o estúdio ser notado como uma figura importante no desenvolvimento de jogos eletrônicos independentes; em 2008, a Gamasutra reconheceu a Thatgamecompany como uma das "20 Desenvolvedoras Inovadoras" do ano, enfatizando o papel de Santiago. O segundo jogo da companhia, e o primeiro a ser um completo original, foi Flower, lançado em 2009. Os dois títulos foram muito elogiados pela crítica e venceram vários prêmios, além de se tornarem sucessos de vendas. Para o terceiro jogo, Journey, a Thatgamecompany contratou Robin Hunicke como produtora, permitindo que Santiago se concentrasse apenas na gerência da desenvolvedora. Em 29 de março de 2012, Santiago anunciou sua saída da Thatgamecompany, não especificando quais eram seus planos para o futuro.
Em 2009, Santiago se tornou um membro da TED, dando uma palestra na USC onde ela discutiu se jogos eletrônicos eram uma forma de arte. Santiago é uma das apoiadoras do Indie Fund desde março de 2010, um grupo que investe no desenvolvimento de jogos eletrônicos independentes. Em outubro de 2010, Santiago se casou com Mike Stein, que conheceu enquanto estudava na Universidade do Sul da Califórnia. Ela foi eleita em 2011 como uma das cem mulheres mais influentes no mundo da tecnologia pela revista Fast Company. Em 2013, Ouya anunciou que Santiago se juntaria a companhia como desenvolvedora chefe.

## Filosofia
Santiago descreveu seu trabalho na Thatgamecompany: criar respostas emocionais para demonstrar a ampla gama de possíveis experiências em jogos eletrônicos. Ela acredita que o objetivo da companhia é "criar jogos que expandam os limites dos jogos eletrônicos como meio de comunicação, e criar jogos que sejam atraentes para uma ampla variedade de pessoas". Ela espera mudar a indústria de jogos eletrônicos no processo, para que outras companhias tratem os jogos como um "meio criativo" ao invés de um produto de massa. Ela, independentemente através do Indie Fund ou pela Thatgamecompany, tenta apoiar o desenvolvimento de jogos independentes ao financiar e conectar desenvolvedores indies.